# Titularbistum Letopolis
Letopolis (ital.: Letopoli) ist ein Titularbistum der römisch-katholischen Kirche. 
Es geht zurück auf ein früheres Bistum der gleichnamigen antiken Stadt im westlichen Nildelta Ägyptens, das der Kirchenprovinz Alexandria angehörte.
| Titularbischöfe von Letopolis |                                   |                                                                      |                    |                  |
| Nr.                           | Name                              | Amt                                                                  | von                | bis              |
| 1                             | Fabiano Antonio Eestermans OFMCap | emeritierter Bischof von Lahore (Britisch-Indien)                    | 17. Dezember 1925  | 1. Februar 1931  |
| 2                             | Emilio Cecco CSI                  | Apostolischer Vikar von Napo (Ecuador)                               | 28. April 1931     | 17. Februar 1944 |
| 3                             | Henri-Édouard Dutoit              | emeritierter Bischof von Arras, Boulogne und Saint-Omer (Frankreich) | 11. September 1945 | 23. April 1949   |
| 4                             | José Terceiro de Sousa            | Weihbischof in São Salvador da Bahia (Brasilien)                     | 9. Dezember 1955   | 9. November 1957 |
| 5                             | Jan Jaroszewicz                   | Weihbischof in Kielce (Polen)                                        | 10. Dezember 1957  | 20. März 1967    |